# Сім морів

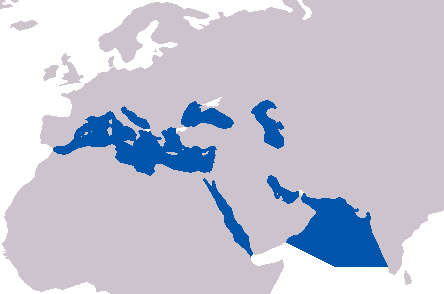
Сім Морів

Вислів «Сім Морів» (як у звороті «плавати по Семи Морям») може відноситися або до певного набору семи морів, або до всього Світового Океану взагалі. В різні часи вираз «Сім Морів» мав різні значення.
В середньовічній європейській літературі до Семи Морів відносили:
- Чорне море
- Каспійське море
- Перська затока
- Червоне море
- Середземне море, включаючи Адріатичне море і Егейське море.
- Індійський океан або Аравійське море (частину Індійського океану)
- Північне море